# Valdoraptor oweni
Il valdoraptor (Valdoraptor oweni) è un dinosauro carnivoro appartenente ai teropodi. Visse nel Cretaceo inferiore (Berriasiano/Valanginiano, circa 135 milioni di anni fa) e i suoi resti fossili sono stati ritrovati in Inghilterra.

## Classificazione
Questo dinosauro ha una storia paleontologica particolarmente complicata. I soli resti fossili noti sono tre metatarsi, ritrovati a metà '800 negli Hastings Beds in Inghilterra. I fossili vennero attribuiti inizialmente da Richard Owen al dinosauro corazzato Hylaeosaurus (uno dei primi tre dinosauri descritti) nel 1856. Solo nel 1881 Hulke interpretò correttamente i fossili come quelli di un dinosauro carnivoro, un teropode; nel 1889 Richard Lydekker attribuì i metatarsi a una nuova specie di Megalosaurus, M. oweni, dal momento che il genere Megalosaurus accoglieva un gran numero di specie di grandi dinosauri carnivori conosciuti per esemplari frammentari. Ulteriore confusione venne aggiunta nel 1923, quando Fredrich von Huene attribuì questa specie al genere Altispinax, con il nome di Altispinax oweni. Lo stesso Altispinax, però, era un genere dubbio basato su un solo dente; ad Altispinax vennero però attribuite alcune vertebre dorsali di forma allungata (da cui il nome). Solo molti anni dopo venne operata una notevole revisione dei teropodi del Cretaceo inglese, e le ossa di "Megalosaurus"/"Altispinax" oweni vennero attribuite nel 1991 a un nuovo genere, Valdoraptor. Le vertebre dorsali vennero invece attribuite al nuovo genere Becklespinax.
Attualmente Valdoraptor è considerato un dinosauro carnivoro di grandi dimensioni, distinto da altri grossi carnivori del Cretaceo inglese come Baryonyx, Neovenator ed Eotyrannus (Naish e Martill, 2007). Non è chiaro, però, a quale gruppo di dinosauri teropodi possa essere appartenuto Valdoraptor. 